# 圣普罗热-圣康斯坦
圣普罗热-圣康斯坦（法語：Saint-Projet-Saint-Constant，法語發音：[sɛ̃ pʁɔʒɛ sɛ̃ kɔ̃stɑ̃]）是法国夏朗德省的一个旧市镇，属于昂古莱姆区。圣普罗热-圣孔斯唐于1845年由原市镇圣普罗热（Saint-Projet）和圣康斯坦（Saint-Constant）合并而成。2019年，圣普罗热-圣孔斯唐与市镇拉罗什富科合并为新市镇昂古莱姆地区拉罗什富科。

## 地理
圣普罗热-圣康斯坦（45°44'19"N, 0°21'38"E）面积16.94 平方千米，位于法国新阿基坦大区夏朗德省，该省份为法国西部内陆省份，北起德塞夫勒省和维埃纳省，东临上维埃纳省，东南至多尔多涅省，南至多爾多涅省，西接滨海夏朗德省。
与圣普罗热-圣康斯坦接壤的市镇（或旧市镇、城区）包括：布里、班扎克、莫尔纳克、朗科涅、里维耶尔、拉罗什富科。
圣普罗热-圣康斯坦的时区为UTC+01:00、UTC+02:00（夏令时）。

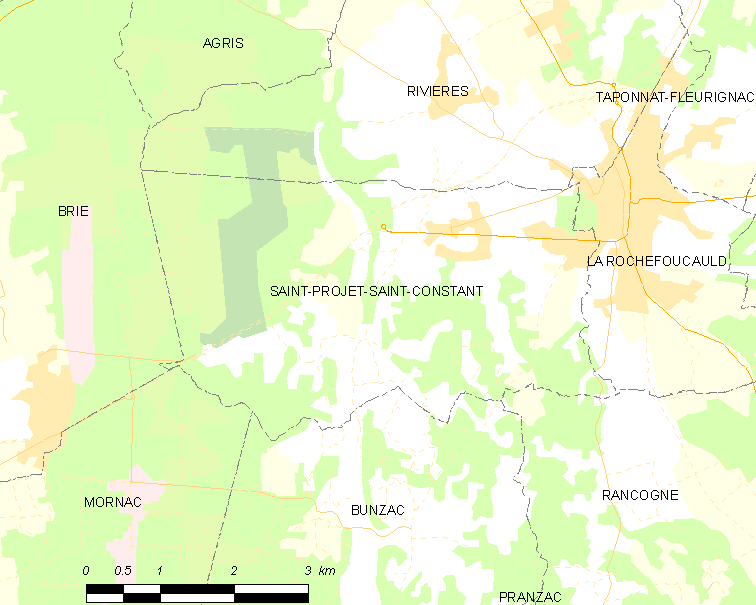
圣普罗热-圣康斯坦的OSM定位图

## 行政
圣普罗热-圣康斯坦的邮政编码为16110，INSEE市镇编码为16344。

## 政治
圣普罗热-圣康斯坦所属的省级选区为塔杜瓦尔河谷县。

## 人口

1962-2008年间圣普罗热-圣康斯坦人口变化图示

圣普罗热-圣康斯坦于2018年1月1日时的人口数量为1065人。